# Puig de la Rata
El Puig de la Rata és una muntanya de 176 metres que es troba al municipi de Sant Climent Sescebes, a la comarca catalana de l'Alt Empordà.